# Dockwise Vanguard
Le Dockwise Vanguard est un navire transporteur de colis lourds, semi-submersible, détenu et exploité par l'armateur néerlandais Dockwise BV. Le Dockwise Vanguard est le plus grand navire de ce type jamais construit et dépasse le Blue Marlin, appartenant au même armement. Il est capable de transporter des cargaisons jusqu'à 110 000 tonnes.

## Conception
Le Dockwise Vanguard a été conçu pour transporter des plateformes pétrolières, des systèmes industriels lourds, ou encore des navires entiers. Alors que la plupart des navires semi-submersibles conçus avant le Vanguard sont d’anciens bateaux dont la coque a été découpée pour permettre de transporter de grandes structures, le design du Vanguard a été totalement optimisé. L'ensemble prend la forme d'une plateforme rectangulaire ouverte avec ponts et grues à chaque angle. Elle est 70 % plus grande que celle du Blue Marlin. La passerelle est complètement décalée sur tribord. Le navire a reçu les prix 'The Royal Association of Dutch Shipowners’ 2011 KVNR Shipping Award et Offshore Technology Conference 2012 Spotlight on New Technology Award,.
Le Dockwise Vanguard est long de 275 mètres et large de 79 mètres. Il peut transporter une charge de 117 000 tonnes (soit 50 % de plus que le Blue Marlin) et atteindre la vitesse de 14,5 nœuds à vide. Il possède un tirant d’eau maximal en navigation de 11 mètres. Pour les opérations d’embarquement et de débarquement, la coque peut s’enfoncer dans l'eau d'une profondeur de 31,5 mètres grâce à un système de ballasts et placer ainsi la plateforme sous 11 mètres d'eau.

## Opérations notables

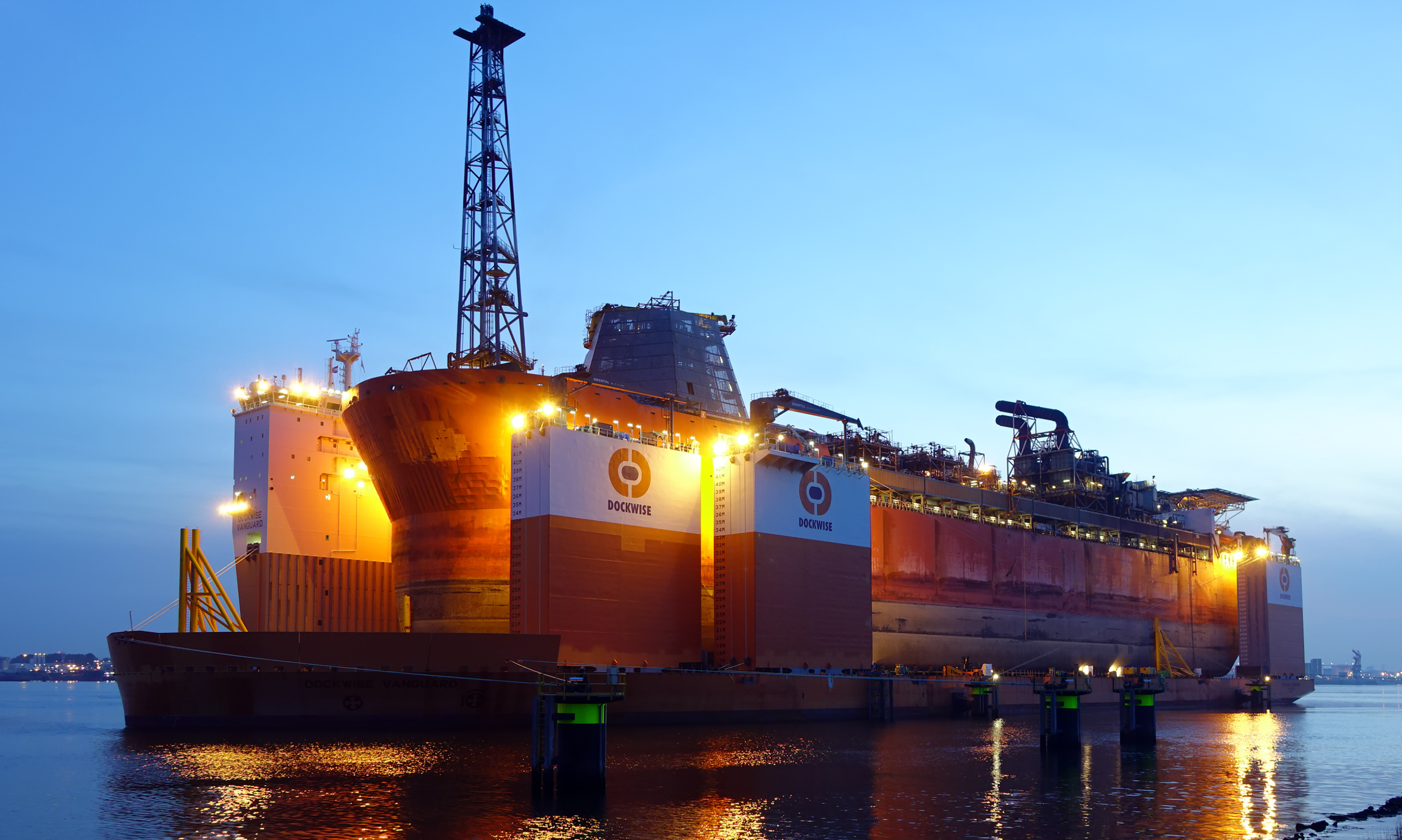
Le Dockwise Vanguard transportant l'unité flottante de production, de stockage et de déchargement Armada Intreprid de 245 m. de long.

La première cargaison du Vanguard était la plateforme de production pétrolière Jack/St. Malo prise en charge au chantier Samsung Heavy Industries en Corée du Sud et à destination du golfe du Mexique pour le compte de Chevron Corporation, en février 2013. Avec 53 000 tonnes, Jack/St. Malo est la plus grande plateforme pétrolière flottante semi-submersible jamais construite. Le trajet a pris un peu moins de deux mois.
Le Dockwise Vanguard devrait prendre en charge courant 2013 le Goliat FPSO et courant 2015, le SPAR Aasta Hansteen (en) ; tous deux en construction aux chantiers Hyundai Heavy Industries.
À l'été 2013, le Vanguard a été utilisé comme cale sèche mobile pour le FPSO Noble Paul Romano dans le Grand Harbour de La Valette et au large des côtes de Malte car il n'y avait pas de cales sèches locales suffisamment grandes pour accueillir la plate-forme.
En octobre 2013, Costa Croisières prend une option à 30 millions de dollars, pour s'assurer la disponibilité du Dockwise Vanguard début 2014 au cas où la décision d'évacuer l'épave du Costa Concordia par ce moyen serait choisie.